# 王者の魂 (T-Pistonz+KMCの曲)
「王者の魂」（おうじゃのたましい）は、2014年5月28日にFRAMEより発売されたT-Pistonz+KMCの19枚目のシングル。

## 概要
CD+DVD盤、通常盤の2種がリリース。品番はCD+DVD盤がAVCD-55072〜B、通常盤がAVCD-55073。
「王者の魂」はハンゲームが運営するオンラインゲーム『イナズマイレブン オンライン』の主題歌である。
なお、購入者特典として『イナズマイレブン オンライン』の限定レアキャラ2種（「アフロディ」または「グラン」）の内、1種のシリアルコードがランダムで封入される。
この曲がT-Pistonz+KMCのラストシングルとなる。

## 収録曲
- CD+DVD盤、通常盤共通。

1. 王者の魂
  - 作詞・作曲 - TPK / 編曲 - 菊谷知樹
  - オンラインゲーム『イナズマイレブン オンライン』オープニングテーマ
2. 世界中で暴れ放題
  - 作詞 - TPK / 作曲 - KMC / 編曲 - 菊谷知樹
3. 王者の魂（オリジナルカラオケ）
4. 世界中で暴れ放題（オリジナルカラオケ）

### DVD（CD+DVD盤）
1. 王者の魂(ミュージックビデオ)
2. 王者の魂(振付レクチャービデオ)
3. イナズマイレブン オンライン オープニングムービー